# Macskamedvefélék
A  macskamedvefélék (Ailuridae) a ragadozók rendjének egy családja. A családba kilenc ismert nemet sorolnak, amelyek közül ma már csak egyetlen nem, és azon belül egyetlen faj, a vörös macskamedve (Ailurus fulgens) él. Mintegy 30 fosszilis faj maradványai ismertek a miocén-pliocén korból többek között a mai Spanyolország, Anglia, Magyarország, Japán és Észak-Amerika területéről.

## Rendszerezés
A családba a következő alcsaládok, nemek és fajok tartoznak:
- Amphictinae Winge, 1895 – kihalt alcsalád
  - Viretius
    - Viretius goeriachensis Toula 1884

  - Amphictis Pomel, 1853
    - Amphictis ambiguus Pomel, 1853
    - Amphictis borbonicus Viret, 1929
    - Amphictis wintershofensis Roth, 1994
- Simocyoninae Dawkins, 1868 – kihalt alcsalád
  - Protursus
    - Protursus simpsoni Crusafont & Kurtén, 1976 (vagy Simocyon simpsoni Thenius, 1977)

  - Alopecocyon Camp & Vanderhoof, 1940
  - Actiocyon Stock, 1947
  - Simocyon
    - Simocyon Wagner, 1858
    - Simocyon hungaricus Kretzoi, 1927
    - Simocyon diaphorus Kaup, 1833
    - Simocyon batalleri Viret, 1929 – Spanyolország
    - Simocyon primigenius Roth & Wagler, 1854
- Ailurinae Gray, 1843
  - Magerictis
    - Magerictis imperialensis Ginsburg, Morales, Soria & Herraez, 1997 – Spanyolország, kihalt

  - Pristinailurus
    - Pristinailurus bristoli Wallace & Wang, 2004 – Észak-Amerika, kihalt

  - Parailurus Schlosser, 1899
    - Parailurus sp. Sasagawa, Takahashi, Sakumoto, Nagamori, Yabe & Kobayashi, 2003 – Japán, kihalt
    - Parailurus anglicus Boyd Dawkins, 1888 – Anglia, kihalt
    - Parailurus hungaricus Kormos, 1935 – Magyarország, kihalt

  - Ailurus
    - Vörös macskamedve (Ailurus fulgens Cuvier, 1825)
      - A. f. fulgens (Nepál, Asszám)
      - A. f. styani (Burma, Kelet-Kína)

Filogenetikus családfa:
```
  o 
Ailuridae

  |?-o 
Amphictinae

  |  |-- 
Viretius goeriachensis

  |  `--o 
Amphictis

  |     |-- 
A. ambiguus

  |     |-- 
A. borbonicus

  |     `-- 
A. wintershofensis

  `--+--o 
Simocyoninae

     |  |?- 
Protursus simpsoni

     |  |-- 
Alopecocyon

     |  |-- 
Actiocyon

     |  `—o 
Simocyon Wagner

     |     |?- 
Simocyon hungaricus

     |     |-- 
Simocyon diaphorus

     |     `--+-- 
Simocyon batalleri

     |        `-- 
Simocyon primigenius

     `--o 
Ailurinae

        |-- 
Magerictis imperialensis

        |-- 
Pristiailurus bristoli

        `--+--o 
Parailurus

           |  |?- 
Parailurus sp.
 (Pliocén, Japán)
           |  |-- 
Parailurus anglicus

           |  `-- 
Parailurus hungaricus

           `—o 
Ailurus fulgens

              |-- 
A. f. fulgens

              `-- 
A. f. styani
```